# Comtron
Comtron is een Nederlandse elektronische muziekduo, bestaande uit Bas Bron en Rimer Veeman, opgericht in 2002.

## Achtergrond
Het duo ontleent zijn naam aan een fictief bedrijf uit de pilotaflevering van Knight Rider. Hun inspiratie komt voort uit de financiële wereld en het bedrijfsleven, wat tot uiting komt in de thematiek van hun nummers. De teksten en titels weerspiegelen vaak een mix van verheerlijking en satirische kritiek op deze onderwerpen. Ze presenteren zichzelf als een fictieve onderneming, een concept dat consequent wordt doorgevoerd in hun website en promotiemateriaal, waarin regelmatig wordt verwezen naar beursnoteringen en financiële rapporten.

## Discografie
Comtron begon met de uitgave van de ep's What We Sell in 2002 en Evil System in 2004. In 2007 verscheen hun debuutalbum Follow The Money, dat een mix bevatte van nieuw materiaal en eerder uitgebrachte nummers. In 2008 trad Comtron op als voorprogramma van Kraftwerk in Dublin. Tussen 2012 en 2015 bracht het duo een reeks genummerde ep's uit, van 099 tot en met 095. In 2021 verscheen hun meest recente ep, The Roaring Twenties.

### Albums
| Uitgave          | Label     | Jaar |
| ---------------- | --------- | ---- |
| Follow The Money | Rush Hour | 2006 |

### Singles en EP's
| Uitgave                        | Label           | Jaar |
| ------------------------------ | --------------- | ---- |
| What We Sell EP                | Black Label     | 2002 |
| Evil System EP                 | Black Label     | 2004 |
| Special Consumer Series Part 1 | Rush Hour       | 2007 |
| Special Consumer Series Part 2 | Rush Hour       | 2008 |
| 099                            | Magnetron Music | 2012 |
| 098                            | Magnetron Music | 2012 |
| 097                            | Magnetron Music | 2013 |
| 096                            | Magnetron Music | 2014 |
| 095                            | Magnetron Music | 2015 |
| The Roaring Twenties           | Magnetron Music | 2021 |